# Kamienica Ernsta Bartscha w Bydgoszczy
Kamienica Ernsta Bartscha w Bydgoszczy – kamienica położona w Bydgoszczy przy ul. Gdańskiej 79.

## Położenie
Budynek stoi w zachodniej pierzei ul. Gdańskiej, między ul. Cieszkowskiego, a Świętojańską. 

## Charakterystyka
Kamienicę wzniesiono w latach 1898–1899 dla kupca Ernsta Bartscha według projektu  architekta Fritza Weidnera.
W latach 1906–1935 w parterze mieściła się restauracja należąca do Alberta Schmidta, właściciela fabryki wódek i likierów.
Kamienica prezentuje formy architektury malowniczej w fazie przejściowej między eklektyzmem, a secesją. Środkowa partia elewacji jest flankowana skrajnymi zwieńczonymi trójkątnymi szczytami. Całość elewacji jest w celowy sposób zakomponowana asymetrycznie, co jest środkiem wyrazu architekta, odejścia od dekoracji sztukatorskiej na rzecz dekoracyjnego rozmieszczenia elementów architektonicznych.
Kamienica wykazuje podobieństwo do budynku przy ul. Gdańskiej 91, również projektu Fritza Weidnera.
W czerwcu 2017 w kamienicy powstała Jadłodzielnia Wspólna Spiżarnia - miejsce nieodpłatnego przekazywania nadwyżek żywności potrzebującym.